# Eduard Rtweladse

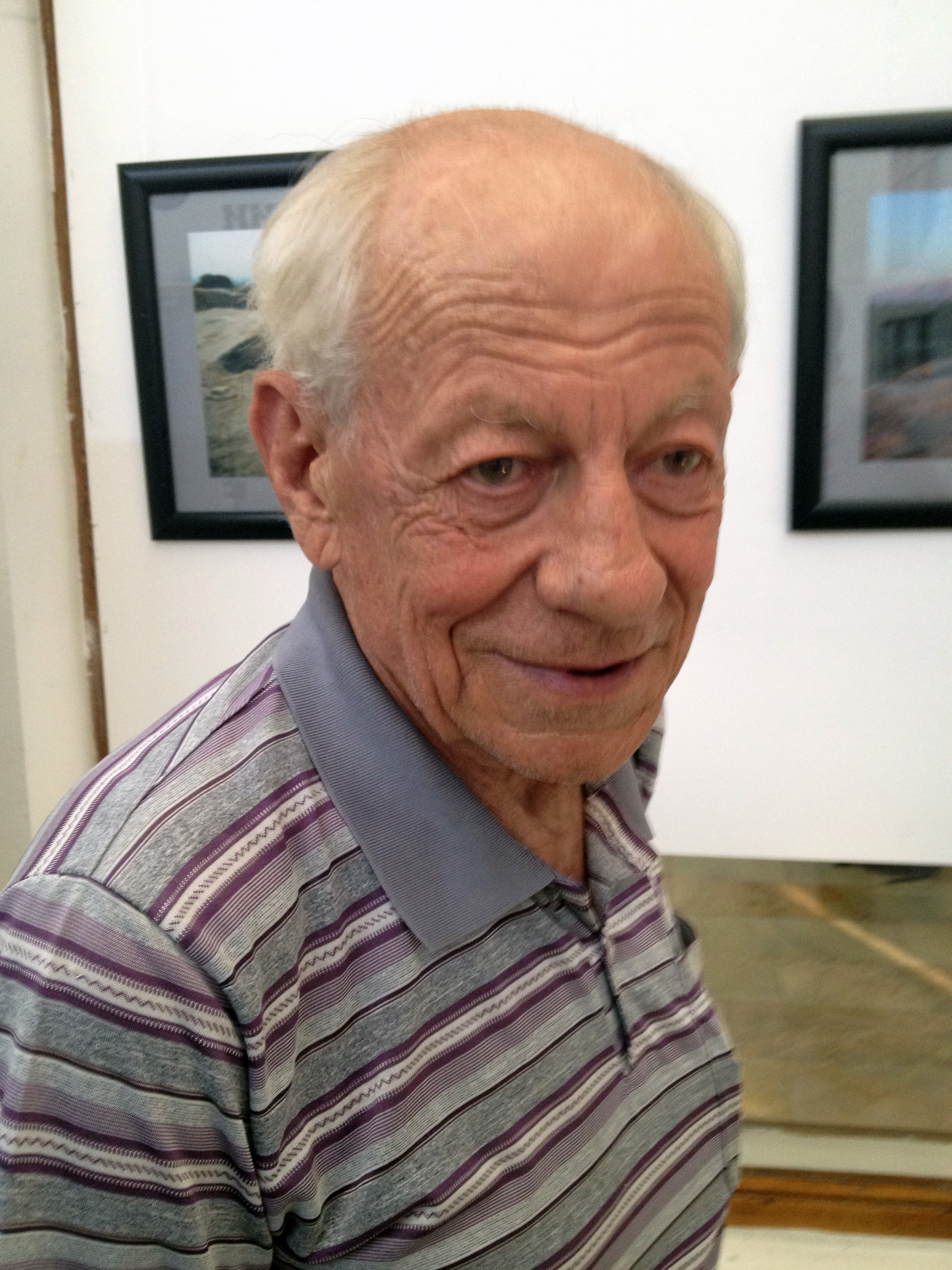
Eduard Rtweladse (2015)

Eduard Bassilis dse Rtweladse (georgisch ედუარდ ბასილის ძე რთველაძე; usbekisch Эдвард Василевич Ртвеладзе Edvard Vasilyevich Rtveladze; russisch Эдвард Васильевич Ртвеладзе Edward Wassiljewitsch Rtweladse) (* 14. Mai 1942 in Bordschomi, Georgische SSR, UdSSR; † 10. Februar 2022 in Taschkent, Usbekistan) war ein sowjetischer, georgischer und usbekischer Wissenschaftler. Er war Akademiker der Akademie der Wissenschaften der Republik Usbekistan, Doktor der historischen Wissenschaften, Professor und Mitglied des Senats der Oliy Majlis der Republik Usbekistan. Er war ein Wissenschaftler auf den Gebieten Geschichte, Archäologie, Numismatik, Kultur und Kunst in Zentralasien, dem Kaukasus und den angrenzenden Ländern. Er war Autor zahlreicher wissenschaftlicher Bücher, Monografien, Berichte und Artikel und Vorsitzender des wissenschaftlichen Rates der Weltgesellschaft zur Erforschung, Erhaltung und Popularisierung des kulturellen Erbes Usbekistans.

## Leben
Sein Vater nahm am Ersten Weltkrieg teil und wurde aufgrund seines Alters nicht zum Zweiten Weltkrieg einberufen. Das Haus der Rtweladse-Familie befand sich an einem malerischen Ort auf dem Weg von Bordschomi nach Likani, gegenüber dem Park, in dem sich der Palast von Kaiser Alexander III. befand, und hinter seinem Haus begann direkt der dichte Wald des Bordschomi-Naturreservats. Das große Haus, in dem er mit seiner Familie lebte, war in zwei Teile aufgeteilt. In einem Teil lebte der Förster des Reservats, ein Freund seines Vaters, Nikolai Kamkamidze, mit seiner Frau Rusudan und ihren Kindern, und im anderen Teil lebte die Familie Rtweladse: Vater, Mutter, zwei Schwestern – Nelli und Tamara, Bruder Waleri und der junge Edward selbst. Seine Schwestern und sein Bruder wurden in Kislowodsk geboren, wo seine Familie vor dem Krieg in einem vom Vater Edward vor der Revolution erworbenen Haus lebte.
Im Jahr 1946 beschloss Edwards Vater, nach Kislowodsk zurückzukehren. Später schlossen sich Eduard, seine Mutter, sein Bruder und seine Schwestern dem Vater an. In jenen Jahren entwickelte Eduard ein Interesse an Reisen, Natur und Geschichte. In Kislowodsk ließen sie sich mit der Familie an der Olchowskaja-Uferpromenade nieder, in der Nähe des berühmten Lermontow-Felsens, wo das Duell zwischen Gruschnizki und Petschorin stattfand, wie es in Lermontows Roman „Ein Held unserer Zeit“ beschrieben wird. Ein Jahr später zogen sie in den Bezirk Bayazet. Im Jahr 1949 ging Edward in die erste Klasse der Schule Nr. 17 und später in den höheren Klassen der Schule Nr. 14.
Im Februar 1949 starb seine Schwester Tamara im Alter von 13 Jahren an der damals wütenden Meningitis. Nach diesem Vorfall zog Edwards Vater zunächst in die Stadt Kluchori und ließ sich dann in der Staniza Selentschukskaja nieder, wo er die Leitung eines Teehauses übernahm.  Dort lebten sie drei Jahre lang. In jungen Jahren begann Edward sich autodidaktisch mit Wissenschaft zu beschäftigen. Als er in Kislowodsk zur Schule ging, gab es dort keine Bildungs- oder Forschungseinrichtungen im Zusammenhang mit Archäologie oder Geschichte.
Die Eltern von Edward hatten keine höhere Bildung. Sein Vater Wassili Iossifowitsch lebte von Ende des 19. bis Anfang des 20. Jahrhunderts bei seiner Großmutter in einem abgelegenen Bergdorf in Ober-Racha, wohin ein Lehrer aus Kutaissi im Winter kam, solange der Pass geöffnet war, und nach dessen Schließung wieder abreiste. In seiner Kindheit und Jugend sprach er nur Georgisch und Swanisch und erlernte die russische Sprache erst nach seiner Ankunft in Tiflis. Obwohl er die russische Sprache gut beherrschte, sprach er mit einem starken georgischen Akzent. Seine Mutter Anna Timofejewna absolvierte drei Klassen des Gymnasiums in Mykolajiw und Sewastopol, wo ihr Vater Timofei Jakowlewitsch Chonin im Schiffsbau tätig war. Trotzdem liebten seine Eltern das Lesen sehr. Sein Vater verbrachte besonders im Rentenalter den ganzen Tag in der städtischen Bibliothek und las verschiedene Bücher. Neben seiner Muttersprache Georgisch und Swanisch sprach er Türkisch und Persisch, die er während seines Aufenthalts in Persien und der Türkei vor der Revolution erlernte. Er beherrschte auch Aserbaidschanisch und Armenisch. Seine Mutter las ebenfalls viel, soweit es ihr möglich war.
Edward und seine Schwestern und Bruder wurden von Kindheit an in einem Umfeld erzogen, in dem Büchern große Bedeutung beigemessen wurde. In jungen Jahren begann Edward wissenschaftliche Literatur zu lesen. Es handelte sich hauptsächlich um Bücher über Geografie, Reisen und die Entdeckung neuer Länder. Bis zur achten Klasse hatte er die gesamte geografische Literatur in den Bibliotheken von Kislowodsk gelesen, einschließlich des Buches von Iossif Magidowitsch über die Geschichte der geografischen Entdeckungen. In jenen Jahren plante er eigene Routen durch die Berge und Täler der Umgebung von Kislowodsk und gelangte sogar einmal mit seinen gleichaltrigen Freunden bis zum Byzantinischen Kloster im oberen Archys.
Im Jahr 1956 unternahm Eduard Rtweladse eine Reise zum Berg Elbrus, durch die Täler der Flüsse Chasauta und Charbas bis zur Quelle des Flusses Malka. Später unternahm er eine Fahrt über den schwer zugänglichen Pass Kyrtyk-Ausch ins Baksan-Tal. Darüber hinaus besuchte er in seiner Jugend das Eschkakon-Tal über den Marin-Pass nach Kluchori. Bereits zu dieser Zeit begann Edward sich für Bücher über Geschichte und Archäologie zu begeistern, die nach und nach die geografische Literatur verdrängten und ersetzten, was ihn dazu veranlasste, archäologische Untersuchungen in der Region durchzuführen. Ab dem Sommer 1958 beschäftigte sich Edward bereits eigenständig mit Feldarchäologie zusammen mit seinem Klassenkameraden und Freund Wladimir Bagdasarow, der später als Übersetzer nach Ägypten ging und dann viele Jahre lang die Abteilung in der Bibliothek der Akademie der Wissenschaften der UdSSR leitete.
Im Jahr 1967 schloss Eduard Rtweladse sein Studium an der Staatlichen Universität Taschkent mit einem Abschluss in Geschichte und Archäologie ab. Von 1967 bis 1969 arbeitete er als Laborant und junger wissenschaftlicher Mitarbeiter am Institut für Kunstgeschichte der Akademie der Wissenschaften Usbekistans. Von 1970 bis 1973 unterrichtete er am Taschkenter Institut für Theater- und Kunstgeschichte. Von 1973 bis 1976 war er junger wissenschaftlicher Mitarbeiter am Institut für Kunstgeschichte der Akademie der Künste Usbekistans. In den Jahren 1976 bis 1985 war er leitender wissenschaftlicher Mitarbeiter am Institut für Kunstgeschichte der Akademie der Künste Usbekistans. Von 1985 bis 2009 war er der Leiter der Abteilung am Institut für Kunstgeschichte der Akademie der Künste Usbekistans.
Rtweladse wurde 2010 vom Präsidenten der Republik Usbekistan zum Mitglied des Senats des Oliy Majlis ernannt. 2015 endete seine Amtszeit.

## Wissenschaftliche Werke
Eduard Rtweladses wissenschaftliche Tätigkeit umfasste die antike und mittelalterliche Geschichte und Archäologie Zentralasiens, die Kunst und Kultur dieser Epochen sowie die damit verbundenen historischen Hilfsdisziplinen wie Numismatik und Epigraphik. Bis Mitte der 2000er-Jahre nahm er an über 80 archäologischen Expeditionen teil, nicht nur in Zentralasien, sondern auch im Kaukasien, auf Zypern, in Frankreich und Japan. Unter der unmittelbaren Leitung von Eduard Rtweladse wurden zahlreiche archäologische Denkmäler entdeckt und erforscht. Unter der Leitung von Eduard Rtweladse führte die Tocharische Expedition archäologische Ausgrabungen an der bedeutenden Stätte Kampirtepa durch, einer antiken Stadt aus der Zeit des Kuschana-Reiches. Unter der Leitung des Wissenschaftlers wurden auch gemeinschaftliche Jubiläumsmonografien über historische Städte in Usbekistan und herausragende Persönlichkeiten der Vergangenheit erstellt, darunter Bücher wie „Amir Timur in der Weltgeschichte“, „Xiva – die Stadt der tausend Kuppeln“, „Shahrisabz“, „Termiz“, „Dschalal ad-Din (Choresm-Schah)“ und andere. Bis 2012 veröffentlichte Eduard Rtweladse insgesamt 830 wissenschaftliche Arbeiten Z.B.
- Luneva V.V. Entstehung und Entwicklung der Schmuckkunst im zentralasiatischen Mesopotamien (III.–II. Jahrtausend v. Chr. – III.–IV. Jahrhundert n. Chr.). Taschkent, 2009[6]
- Kobzeva O.P. Die Große Seidenstraße: Analyse der Studienprobleme und Aussichten für eine Wiederbelebung. Taschkent, 2010.[6]
- Babachodzhaeva L. M. Haupttrends und Richtungen der internationalen kulturellen und humanitären Zusammenarbeit der Republik Usbekistan (Zeit der Unabhängigkeit). Taschkent, 2011.[6]
- Sultanov Kh. T. Zur Geschichte der Entstehung architektonischer Ensembles von Shakhrisabz im 14.–15. Jahrhundert. (nach archäologischen Daten). Samarqand, 1990.[6]

Im Jahr 1985 wurde Eduard Rtweladse mit dem Staatspreis der Usbekischen SSR, benannt nach Al-Biruni, ausgezeichnet.
1989 erhielt Eduard Rtweladse den akademischen Grad eines Doktors der historischen Wissenschaften, und im Jahr 1992 wurde ihm der Titel eines Professors verliehen. Im Jahr 1995 wurde er in die Akademie der Wissenschaften Usbekistans gewählt.
Im Jahr 2016 initiierte er zusammen mit dem Funktionär Firdavs Abduxoliqov das Projekt „Das kulturelle Erbe Usbekistans in den Sammlungen der Welt“, dessen Ziel es war, historische Denkmäler, Handschriften und Artefakte der antiken Geschichte Usbekistans in Museumsbeständen zu beschreiben und zusammenzutragen und sie Wissenschaftlern und der breiten Öffentlichkeit zur Verfügung zu stellen, indem sie in Büchern und enzyklopädischen Veröffentlichungen zusammengefasst, auf wissenschaftlichen Kongressen und Medienforen diskutiert wurden. Auf dem ersten Kongress des Projekts, der am 15. und 16. Mai 2017 in Taschkent und Samarkand stattfand, wurde die Weltwissenschaftliche Gesellschaft zur Erforschung, Erhaltung und Popularisierung des kulturellen Erbes Usbekistans gegründet.
2019 gab er während archäologischer Ausgrabungen und wichtigen wissenschaftlichen Entdeckungen auf der antiken Stätte von Kampir Tepe eine Erklärung über die vermutete Entdeckung der griechisch-baktrischen Stadt Alexandria am Oxus ab.

## Familie
Seine Ehefrau, Lydia Lwowna (1941–2020), geborene Bukinitsch, war die Enkelin von D. D. Bukinitsch – eines Archäologen und Archivars, der lange Zeit Leiter des Archivs der staatlichen Verwaltung für den Schutz und die Nutzung des Kulturerbes Usbekistans war.
In der 50-jährigen Ehe wurden drei Kinder geboren:
- die älteste Tochter Anna ist eine Dichterin, Absolventin der Philologischen Fakultät;
- Sohn Grigori arbeitet seit 2015 beim Fußballverband Usbekistans;
- Tochter Nelly ist Absolventin des Taschkenter Kulturinstituts.

2021 verfasste er ein bibliografisches Buch mit dem Titel „L. L. Rtweladze. Leben. Wissenschaft. Familie.“ zu Ehren seiner Ehefrau.

## Auszeichnungen
- Orden „Буюк Хизматлари Учун“ (Für herausragende Leistungen): 2001[9]
- Orden „Мехнат Шухрати“ (Ehre der Arbeit) (2003)[10]
- Staatspreis Usbekistans im Bereich Wissenschaft und Technologie, II. Stufe (2007)[11]
- Orden „Respekt des Landes“ (2017)[4]